# イスラエル・コントレラス
イスラエル・コントレラス（Israel Contreras、1960年5月1日 - ）は、ベネズエラのプロボクサー。ラ・グアイラ出身。元WBO・WBA世界バンタム級王者。

## 来歴
1981年7月21日、コントレラスはプロデビューを果たし初回KO勝ちを収め白星でデビューを飾った。
1981年11月23日、ホセ・ヴィラガスと対戦し4回判定勝ちを収めた。
1982年11月29日、ドリスメル・スニガと対戦し初回KO勝ちを収めた。
1983年1月31日、ジューン・レスマと対戦し10回判定勝ちを収めた。
1984年8月18日、パナマシティでホセ・チャコーン10回1-1(96-96、96-98、97-96)の判定で引き分けに終わった。
1985年2月2日、ロベルト・クレメンテ・コロシアムでウィリアム・ラモスと対戦し初回TKO勝ちを収めた。
1985年9月28日、ヘスス・フローレスと対戦し初回KO勝ちを収めた。
1986年11月1日、キュラソー島のウィレムスタットのセントロ・デポーティボ・コルソウでWBA世界スーパーフライ級王者カオサイ・ギャラクシーと対戦。タイのボクサーはアウェーにめっぽう弱くギャラクシーはこの試合がキャリア初のアウェー試合で、前評判もコントレラス有利だった。しかし試合は予想を反し初黒星となる5回53秒KO負けを喫し王座獲得に失敗した。
1987年2月13日、後のWBO世界フライ級王者エルビス・アルバレスと対戦し10回1-2の判定負けを喫した。
1987年9月19日、ベネズエラバンタム級王者アリ・カマチョと対戦し12回判定勝ちを収め王座獲得に成功した。
1988年5月9日、オスカー・ボリバールと対戦し10回判定勝ちを収めた。
1988年10月8日、フランシスコ・クイロスと対戦し初回TKO勝ちを収めた。
1989年2月3日、カラカスでWBO世界バンタム級初代王座決定戦でマウリジオ・ルピーノと対戦し初回KO勝ちを収め王座獲得に成功した。
1990年6月19日、後の世界3階級制覇王者ウィルフレド・バスケスと対戦し初回2分57秒KO勝ちを収めた。
1990年9月2日、ナッソーでレイ・ミヌスと対戦し9回2分41秒TKO勝ちを収め初防衛に成功した。
1991年3月12日、WBA世界バンタム級王者ルイシト・エスピノサの挑戦が決まった為WBO世界バンタム級王座を返上した。
1991年10月19日、WBA世界バンタム級王者ルイシト・エスピノサと対戦し5回2分16秒KO勝ちを収めWBOに続く王座獲得に成功した。
1992年3月15日、ラスベガスのバリーズでエディ・クックと対戦し5回1分37秒KO負けを喫し初防衛に失敗し王座から陥落した。
1994年4月22日、キトでキース・ジョセフ・マーティンと対戦で2年振りの復帰戦。2回TKO勝ちを収めた。
1995年2月16日、ジョニー・バスケスと対戦し9回TKO勝ちを収めた試合を最後に現役を引退した。

## 獲得タイトル
- ベネズエラバンタム級王座
- WBO世界バンタム級王座（防衛1度=返上）
- WBA世界バンタム級王座（防衛0度）